# Real Club Deportivo España
El Real Club Deportivo España, más conocido como Real España, es un club de fútbol hondureño con sede en la ciudad de San Pedro Sula, Departamento de Cortés, Honduras. Fue fundado el 14 de julio de 1929 y disputa la Liga Nacional de Honduras desde que fue creada.
Disputa sus partidos en condición de local en el Estadio Morazán, recinto deportivo que fue fundado el 14 de julio de 1970 y tiene una capacidad para albergar hasta 21.500 aficionados. También utiliza de manera inusual el Estadio Olímpico Metropolitano.
El equipo mantiene una rivalidad futbolística histórica con el Marathón; a este derbi se le conoce como el Clásico Sampedrano y es el segundo en grado de importancia a nivel nacional por detrás del Clásico del fútbol hondureño, que lo disputan los clubes Olimpia y Motagua. También mantiene rivalidades históricas con Motagua.
Por añejidad, historia, títulos y afición es considerado entre los «cuatro grandes del fútbol hondureño» al lado de Olimpia, Motagua y Marathón. Además, Real España es uno de los cuatro clubes que nunca han descendido a la Liga de Ascenso de Honduras a lo largo de su historia desde que la Liga Nacional fue establecida.
Real España cuenta con 12 títulos de la Liga Nacional de Honduras y se coloca en el 3° puesto histórico de la misma, siendo superado únicamente por Olimpia y Motagua. A nivel internacional cuenta con dos títulos del Torneo de la Fraternidad Centroamericana conseguido en 1981 y 1982.

## Historia

### Fundación y primeros años

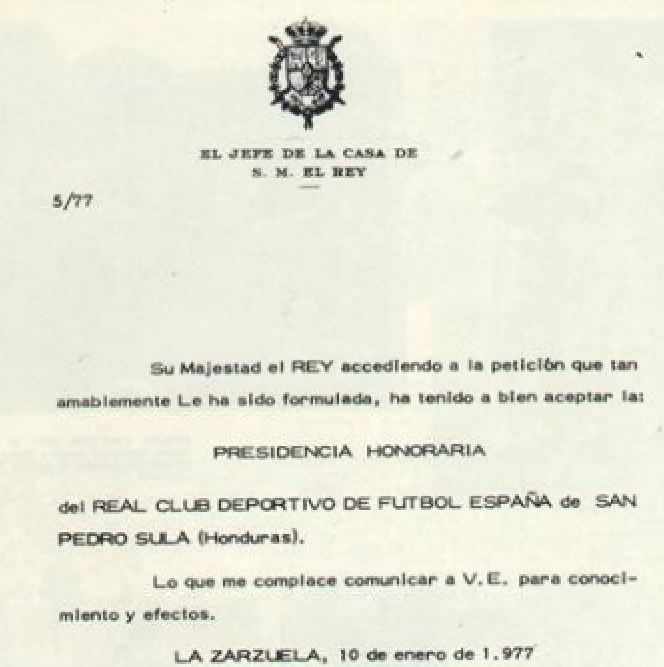
Facsímil del oficio original enviado por Su Majestad Don Juan Carlos I de Borbón, a la directiva del Club España de Honduras.

El 14 de julio de 1929 fue fundado en las aulas de la escuela "Ramón Rosa", de San Pedro Sula. A la sesión, que era un día de feriado nacional, asistieron Braulio Fajardo Gómez, Pastor Reyes, Juan Banegas, "Teco" Lardizábal, Hugo Escoto Soto y Leonardo Muñoz. Para la creación del equipo se propusieron los nombres de "Toro Fútbol Club", "Club Deportivo Aurora" y "Club Deportivo España", habiendo ganado este último, por amplia mayoría.

#### Primera presidencia
El primer presidente del equipo fue el desaparecido Erick Mejía Handal, habiendo sido posteriormente Gilberto Quiñónez, Samuel Moya, Antonio Pina, Balilio Sánchez, Guadalupe Sarmiento, Braulio Fajardo, "Min" Paredes, José Fasquelle, Manolo Bonilla, Armando Zelaya Romero y otros.

#### Primera copa
En 1933 el club deportivo España, ahora Real España conquistó la primera copa, que fue donada por el alcalde municipal de aquella época, Alfonso Santamaría Lara (QDDG). El primer seleccionado nacional que tuvo el España fue Emilio Escoto Soto (QDDG), quien a los 18 años de edad defendió los colores patrios en el Centroamericano y del Caribe celebrado, en 1930, donde Honduras quedó en el tercer lugar del certamen.

#### El primer plantel
La historia señala que las primeras personas que militaron en el equipo "aurinegro" fueron las siguientes: Luis A. Escoto, Máximo "Vinagre" Cárcamo, Juan Banegas "Tortilla", Albino "Chuchuy" Erazo, Juan Hepburn, Alberto Paz Chavarría "Técnico", Joaquín "guato" Carranza, José Lardizábal, Gabriel "Suizo" Banegas, Francisco Beltrand y Pastor Reyes Hernández "Cachaza".

### Era profesional

#### Década del 1960
El Club Deportivo España fue uno de los equipos fundadores de la Liga Nacional de Fútbol Profesional de Honduras, disputando el primer torneo de liga en 1965. El España debutó en fecha 18 de julio de 1965 contra el Troya de Tegucigalpa, aquel histórico partido lo ganó el cuadro sampedrano con un gol de Carlos "Chico" Handal. En ese torneo, el España finalizó en la quinta posición con veintiún puntos. Los siguientes futbolistas conformaron aquel plantel: Carlos Francisco "Chico Chico" Handal, Carlos Alberto Canales, Carlos Acosta "Indio" Lara, Raúl "Ratabú" Peri, José Roberto Colón, Armando "Pitorra" Palacios, Pedro Roberto Rivas, Dolores Edmundo "Lolo" Cruz, Mariano Aguiluz, Vidal Canales, Augusto Palacios, Mario Ramón Sandoval, Héctor Gómez, Luis "Luisín" Castro, Ramón Oviedo, Salvador "Chava" Reyes, Javier Rodríguez e Insider Rodas.
En el torneo de 1966, el España logró adjudicarse el cuarto puesto de la tabla de posiciones, obteniendo diecinueve puntos. El plantel de este campeonato fue casi idéntico al del torneo anterior, solamente resaltó la presencia del argentino Pedro Roberto Rivas. De aquel torneo, lo único memorable es la victoria 2-0 sobre Motagua en San Pedro Sula. En los torneos de 1967-68, 1968-69 y 1969-70 se obtuvo la séptima y la quinta posición (dos ocasiones) de la tabla de posiciones, respectivamente.

#### Década del 1970
El Club Deportivo España jugó el torneo de 1970-71 con una base de algunos jugadores que militaron en el club durante la destacada década. De aquel club se pueden apreciar algunos nombres como Domingo "Mingo" Ramos, Jaime Villegas, el tico Carlos Arrieta, Roberto "Campeón" Hidalgo y aquel histórico delantero hondureño que deslumbró con su buen fútbol hasta en el Atlético de Madrid, José “Coneja” Cardona (Q.D.D.G.). Aquel primer torneo de la década de 1970 terminó con regularidad para el España, pues finalizaron en la cuarta posición con treinta puntos.
Para el Torneo 1971-72, el Real Club Deportivo España tuvo en sus filas a los jugadores Carlos Luis "Macho" Arrieta (costarricense), Dagoberto Cubero, Pedro Caetano Da Silva (brasilero), Exequiel "Estupiñán" García, Carlos Francisco "Chico Chico" Handal, Mario "Pelola" López, Domingo "Mingo" Ramos, Jacobo Sarmiento, Rigoberto "Aserradero" Velásquez y Jaime Villegas. Durante aquel torneo, la Máquina finalizó en el cuarto lugar de la tabla con treinta y un puntos, y por detrás del Olimpia, Vida y Motagua. Con la incorporación de Flavio Ortega, el España disputó el torneo 1972-73 que finalmente fue cancelado tras nueve rondas. De igual forma, en el torneo 1973-74, el cuadro sampedrano acabó en la cuarta posición con 31 puntos obtenidos.

### El tricampeonato

#### 1975
El Real España jugó el torneo 1974-75 con jugadores como Mauricio "Mozambique" Álvarez, Carlos Luis "Macho" Arrieta (costarricense), Julio César "El Tile" Arzú, Jimmy Bailey, Julio Campos, José Edelmín "Pando" Castro, Carlos Roberto Consany (brasilero), Dagoberto Cubero, César Augusto Dávila Puerto, Arnulfo Echeverría, Alberto Ferreira da Silva (brasilero), Adalberto "Chino" Menjívar, Estanislao Ortega, Antonio "Gato" Pavón Molina, José López "Rulo" Paz, Washington Pereira (brasilero), Gil Josué Rodríguez, Jaime Villegas, Reynaldo Mejía y Gilberto Yearwood. En aquel torneo se finalizó en la tercera posición de la tabla de posiciones con cincuenta y ocho puntos y únicamente por debajo Motagua y Olimpia. En la ronda final, precisamente en la cuadrangular, el Real España se enfrentó al Motagua, accediendo posteriormente a la final, e incluso contra el mismo rival, Motagua. El partido que se disputó en el Estadio Tiburcio Carías Andino finalizó con victoria 1-0 para el España. El autor del gol fue Antonio Pavón Molina, y con dicha anotación, el equipo aurinegro se coronó campeón de la Liga Nacional de Honduras por primera vez en la historia.

#### 1976
En la temporada 1975-76, Real España se enfrentó a Olimpia en la final del torneo. En la tabla general quedó ubicado en la tercera posición con 31 puntos y por detrás de los clubes capitalinos Olimpia y Motagua. En la final, el partido de ida que se disputó en Tegucigalpa, finalizó empatado 1-1. La anotación del Real España llegó por intermedio de Estanislao "Tanayo" Ortega. En el juego de vuelta, la Máquina salió vencedora, con un resultado de 2-0 y con anotaciones del brasilero Alberto Ferreira da Silva y Gilberto Yearwood; este título significó el segundo en la historia del club .

#### 1977
En la siguiente temporada (1976-77), Real España finalizó en el primer lugar de la tabla de posiciones con 38 puntos. En la final se enfrentó al Motagua en Tegucigalpa y el resultado arrojó un fatídico empate de 0-0, que dejaría todo por definir en la vuelta que se jugaría en San Pedro Sula. Fue así que llegó el día, en la final de vuelta, los de Real España humillaron al Motagua con una goleada de 4-1, que les dio el primer tricampeonato de la historia del fútbol hondureño. Aquel histórico plantel lo integraron los siguientes futbolistas: Jimmy Stewart, Julio César Arzú, Carlos Luis "Macho" Arrieta (costarricense), Mauricio "Mozambique" Álvarez, José Luis Cruz, Jaime Villegas, Ernesto "Tractor" Ramírez, Salvador "Vayoy" Martínez, Julio César Girón, Allan Costly, Gilberto Yearwood, Antonio Pavón Molina, Edelmín "Pando" Castro, Estanislao Ortega, Edy Bustillo, Alberto Ferreira da Silva (brasilero), Jimmy Bailey, Julio del Carmen Tapia Callao (chileno), Andrés Soto Araya (chileno), Roberto Martínez "Roby" Arzú, Gil Josué Rodríguez, Rubén Rodríguez Peña Llantén (chileno), Reynaldo Mejía, Walter Humberto Jimminson, Julio “Chino” Ortiz, Clinton Campbell, Gustavo Portillo, Luis Oswaldo Altamirano (argentino), Marvin Zúñiga, Jorge García Rojas (ecuatoriano) y Junior Costly.
En el año de 1977, Su Majestad el Rey Juan Carlos I de España, honró al equipo al aceptar de por vida la Presidencia Honoraria de la institución, siendo la primera distinción de tal naturaleza que el monarca español ha hecho a equipo alguno del continente americano.

#### 1981
Para el Torneo 1980-81, Real España alcanzaría su cuarta corona en la Liga Nacional de Honduras. Luego de terminar en el primer lugar de la tabla general con 34 puntos, los Catedráticos del Real España accedieron a la ronda final del torneo junto con Olimpia, Marathón, Victoria y Vida. De esta ronda terminaron en el tercer lugar, empatando a 11 puntos con Olimpia y Marathón. En la final del torneo, que se jugó a tres partidos, Real España enfrentaría a su acérrimo rival (Marathón). Es destacable que los tres juegos se disputaron en el Estadio Francisco Morazán de San Pedro Sula; en el primer cotejo se le ganó a Marathón por 2-0 (goles de Javier Chavarría y Enrique Mendoza), en el segundo fueron los verdolagas que ganaron por 1-0 (gol de Roberto Bailey) y finalmente en el tercer y último juego, Real España se llevaría la victoria por 2 goles a 1 (anotaciones de Walter Jimminson y Allan Costly por Real España y Antonio Pavón por Marathón). Fue así que, Real España consiguió su cuarto título en el fútbol hondureño, y para ese entonces era el segundo equipo más ganador de la liga (junto con Motagua), siendo superado únicamente por Olimpia.

##### 1982: Torneo Fraternidad Centroamericana
En la primera ronda del Torneo Fraternidad 1982, Real España se enfrentó al Comunicaciones de Guatemala. El primer partido se perdió por 1-2, pero en el segundo Real España superaría a los Cremas por 2-0, y de esa manera clasificaba a la siguiente ronda. En la siguiente ronda, Real España enfrentó al FAS de El Salvador, derrotándolo en el primer juego por 3 goles a 0; FAS ganó en la vuelta por 1-0 (global a favor de Real España: 3-1). En la final del campeonato, otro equipo guatemalteco sería obstáculo para Real España; esta vez se enfrentaron al Xelajú. En el primer partido Real España ganó por 2-1, mientras que en el segundo juego empataron a cero goles (global: 2-1). Esto significó la obtención del segundo título internacional para el equipo aurinegro del Real España.

##### 1989
En el Torneo 1988-89, los de Real España acabarían en la primera posición del Grupo B con 36 puntos (compuesto por Motagua, Sula, Universidad, Vida y el mismo Real España). En la final de este torneo, Real España se midió al Olimpia. El primer partido de esta llave se disputó en el Estadio Tiburcio Carías Andino de Tegucigalpa y fueron los Merengues del Olimpia quienes ganaron por 2 goles a 0 (anotaciones de Juan Contreras y Juan Flores). Sin embargo, en la vuelta disputada en el Estadio Francisco Morazán de San Pedro Sula, Real España ganaría por el mismo resultado (anotaciones de Juan Anariba y Álex Ávila). Este marcador obligó a que el partido continuara en tiempos extra. Ningún gol llegó en esta compensación de tiempo, y el título se le otorgó al Real España por haber sido el club con mejor rendimiento a lo largo del torneo.

#### Década del 1990

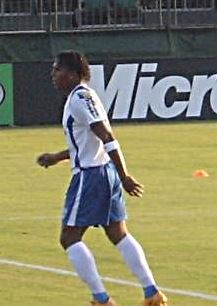
Carlos Pavón, uno de los mejores jugadores en la historia del fútbol hondureño, debutó en 1992 con Real España.

##### 1991
En el torneo 1990-1991, Real España terminó en el primer lugar de la tabla de posiciones con 39 puntos. Esto lo clasificó de manera automática a la ronda final, en donde finalizó como tercer lugar, por detrás de los clubes capitalinos Motagua y Olimpia. En la final enfrentaría al Motagua, que venía de derrotar al Olimpia. El primer partido se disputó el 10 de febrero de 1991 en el Estadio Nacional de Tegucigalpa y el resultado fue empate 0-0. Para la vuelta, los Aurinegros y los Azules medirían fuerzas en el Estadio Francisco Morazán de San Pedro Sula el 16 de febrero. En ese partido, Real España con un doblete de Richardson Smith venció por 2 goles a 0 al Motagua, y de esa manera se coronó campeón por sexta vez en su historia. De aquel plantel de Real España se pueden resaltar a jugadores como Julio César Arzú, Juan Ramón "Montuca" Castro, Luis Enrique Cálix, Marco Antonio Anariba, Álex Ávila, Nahamán González, Ramón Maradiaga, Carlos Orlando Caballero, Richardson Smith y Allan Costly entre otros.

##### 1994
En el Torneo 1993-1994, Real España finalizaría en la primera posición con 40 puntos acumulados en la tabla general. Posteriormente clasificó a la hexagonal, en donde fueron el equipo mejor posicionado. Fue así que ese título le fue otorgado al Real España por haber sido el equipo con mejor rendimiento en la fase regular, así como en la fase final.

#### Década del 2000

##### 2003
En el Torneo Apertura 2003, Real España conseguiría su primer título en el Sigo XXI. En la Tabla General, la Máquina Aurinegra finalizó en la segunda posición con 35 puntos, por detrás del Olimpia. Así también, el equipo aseguró su participación en las semifinales, donde se enfrentaron al Vida de La Ceiba. El partido de ida se disputó el 4 de diciembre en el Estadio Ceibeño y la victoria fue un 3-1 favorable a los rojos del Vida. No obstante, en el partido de vuelta, disputado en el Estadio Francisco Morazán el 7 de diciembre, Real España sacaría la casta y con goles de Carlos Pavón, Luciano Emilio y Carlos Oliva vencerían por 3 goles a 0 al equipo ceibeño (Global: 4-3).
En la final, Real España se enfrentaría al Olimpia de Danilo Javier Tosello, Wilson y Milton Palacios, Maynor Figueroa y Wilmer Velásquez, entre otras grandes figuras. El primer partido se disputó en el Estadio Francisco Morazán el 14 de diciembre y arrojó un empate a dos goles (anotaciones del brasileño Luciano Emilio para Real España). En la vuelta, disputada el 21 de diciembre en el Estadio Tiburcio Carías Andino, los dirigidos por el mexicano Juan de Dios Castillo irrespetaron al equipo olimpista y los derrotaron por 2-0 con una brillante noche de los brasileños Pedrinho Santana y Luciano Emilio (autores de ambas anotaciones). Así fue que la Máquina del Real España levantó su copa número 8.

##### 2007
Luego de un torneo Apertura 2006 no del todo bueno para Real España, la Máquina se repondría en el Torneo Clausura. Terminó en el primer lugar de la tabla de posiciones y con ello accedió a las semifinales del torneo. En la instancia mencionada, los dirigidos por el DT mexicano José Treviño se midieron a los Azules del Motagua; derrotándolos por 3-1 (ida) y 1-0 (vuelta). En la otra llave saldría ganador el acérrimo rival de Real España: Marathón. El primer partido de esta final fue disputada en el Estadio Olímpico Metropolitano y fueron los Verdolagas quienes se llevaron la victoria por 2 goles a 1. Sin embargo, en la Gran Final, disputada en el temible Estadio Francisco Morazán, la Máquina de Real España se levantó y goleó a Marathón por 3 goles a 1 (anotaciones de Carlos Pavón, Milton Núñez y el brasilero Everaldo Ferreira). Este gran triunfo significó el noveno título de la historia Aurinegra.

#### Década del 2010

##### 2010
Real España finalizó en la 3ª posición del Torneo Apertura 2010 con 29 puntos, por detrás de Victoria y Marathón. Esto le valió al club para acceder a la fase de liguilla, en donde se enfrentó a su archirrival Marathón; el juego de ida disputado el 25 de noviembre finalizó con empate de 2 a 2 (anotaciones del uruguayo Sergio Bica y Luis Lobo). Para el juego de vuelta, disputado en el Estadio Yankel Rosenthal, Real España se llevó la victoria por 2 goles a 0 (doblete de Luis Lobo). El equipo dirigido por Mario Zanabria marchaba de la mejor manera y en la final se enfrentaría a Olimpia; empatando 1-1 en el juego de ida llevado a cabo en el Estadio Tiburcio Carías Andino (gol de Luis Lobo) y ganando en el juego de vuelta por 2 goles a 1 (anotaciones de Christian Samir Martínez y Douglas Caetano) para hacer un global de 3 goles a 2, con lo cual Real España se coronó campeón de la Liga Nacional de Honduras por 10ª vez en su historia.

##### 2013
Durante el Torneo Apertura 2013, Real España finalizó en la segunda posición de la tabla posiciones. Por lo tanto, adquirió su boleto directo para disputar las semifinales del torneo en mención. 
En dicha instancia, los aurinegros se enfrentaron al Olimpia. Durante el juego de ida, disputado el 27 de noviembre en el Estadio Nacional de Tegucigalpa, Real España consiguió un resultado importante (empate de 0 a 0). 
De esa forma, para el juego de vuelta, llevado a cabo el 1° de diciembre en el Estadio Morazán de San Pedro Sula, Real España llega con cierta ventaja. El resultado finalizó con empate de 1 a 1. Franco Güity marcó el gol que, gracias a la posición obtenida en la tabla regular, clasificó a la semifinal a los aurinegros.
En la final, se enfrentaron al ganador de la otra llave: Real Sociedad de Tocoa. El primer juego se disputó el 8 de diciembre en el Estadio Morazán de San Pedro Sula y finalizó con un triunfo de 3 a 1 en favor de los locales. Los goles de Real España fueron obra de Bryan Róchez (doblete) y del uruguayo Claudio Cardozo. Con este resultado, el equipo sampedrano acariciaba su título número 11. 
Para el juego de vuelta, disputado en el hostil Estadio Francisco Martínez Durón de Tocoa el 15 de diciembre, Real Sociedad empató el global con un triunfo de 2 a 0 (global 3 a 3). Ese resultado obligó a ambas escuadras a jugar dos tiempos extras (quince minutos cada uno). Sin embargo, todo se tuvo que resolver mediante tanda de penales. Así, tras ganar dicha tanda con un marcador de 3 a 1, Real España logó coronarse campeón de la Liga Nacional por undécima vez en su historia.

##### 2017
La final la jugó con CD Motagua ganando la ida 2 a 0 en el estadio olímpico, en el juego de vuelta perdió 2 a 1 pero en el global se impuso 3-2 ganando así su título # 12 en su historia

## Símbolos

### Colores
Los colores del equipo son el amarillo y el negro los cuales están bien representados en su escudo. Es el único equipo de fútbol que no es del territorio español que tiene el título Real por parte de la monarquía española.

### Mascota
La mascota del equipo ha cambiado dos veces, ha sido un búho y una locomotora

### Hinchada
Su hinchada es popularmente conocida como Mega Barra o Mega Locos, ésta es una de las barras más grandes de Honduras.

## Estadio
El estadio General Francisco Morazán es uno de los estadios de fútbol localizados en la ciudad de San Pedro Sula, Honduras. Es también utilizado para otras actividades, entre las que se incluyen conciertos, actos religiosos, y atletismo, entre otras actividades.
Durante la década de los años 1970 fue parcialmente destruido por enfurecidos fanáticos que protestaron la suspensión del clásico nacional entre el Club Deportivo Olimpia y el Club Deportivo Marathón.
En su corta historia, este estadio ha sido escenario de grandes encuentros futbolísticos entre los equipos de la Liga Nacional de Fútbol de Honduras; así como entre las distintas selecciones nacionales de Honduras y del área de Concacaf.
Las graderías de sol, que en ese tiempo eran de madera, fueron incendiadas; mientras que las otras localidades sufrieron daños considerables. Por esta razón el estadio tuvo que ser reconstruido. Por sus dimensiones, el factor de cercanía del público a la cancha y a raíz del ambiente que se creó en el triunfo de Honduras sobre México por primera vez en una eliminatoria, al estadio se le ha conocido desde entonces con el sobrenombre de "Bombonerita" al considerarse por todo esto muy similar al estadio de Boca Juniors de Argentina.
Para las eliminatorias de Francia 1998, fue en este estadio que Honduras derrotó por primera vez a la selección de fútbol de México en eliminatorias mundialistas. Por esta razón, el entrenador serbio Bora Milutinovic recomendó este estadio para que fuese utilizado para los juegos de selección nacional en el 2003. Además, fue en este estadio que la selección juvenil de Honduras logró su clasificación al mundial juvenil de Holanda 2005.
En la actualidad el Morazán sirve de localía para el equipo sampedrano: Real Club Deportivo España.

## Proveedor de Indumentarias
Al club lo han vestido los siguientes proveedores textiles:
| Período         | Proveedor      |
| --------------- | -------------- |
| 1970 - 2000     | Marca nacional |
| 2000 - 2004     | Atletica       |
| 2004 - 2006     | Patrick        |
| 2007 - 2009     | kaiser         |
| 2009 - 2015     | Lotto          |
| 2015 - 2016     | Puma           |
| 2016 - 2018     | Marca Propia   |
| 2018 - 2021     | Joma           |
| 2021 - Presente | Kelme          |

## Datos del club
Estadísticas del Real C.D. España
- Puesto histórico: 3.º
- Mejor puesto en la liga: 1.º
- Peor puesto en la liga: 10°
- Mayor número de goles en una temporada: 36
- Mayor goleada a favor: 6-0 vs Liberia Mia (Play-offs Concacaf Champions League 2009-10). Marathón 1- Real España 6. Real España 8 - Super Estrella 1.
- Mayor goleada a encontra: 0-7 vs C.D Olimpia (LINA 1996-97)
- Jugador con más partidos disputados: Jaime Villegas (309)
- Jugador con más goles: Carlos Pavón (90)
- Jugador con más títulos: Allan Costly (6)
- Portero menos goleado: Luis Aurelio López (buba)
- Equipo filial: Real España Reservas
- Socios:
- Asistencia media: 2500 aficionados

### Datos importantes
- Fue el primer Tricampeón en Honduras, 1974-1975, 1975-1976 y 1976-1977
- Fue el primer equipo hondureño en jugar contra el Santos de Brasil donde jugaba Pelé; siendo derrotados 3-1.
- El primer seleccionado nacional que tuvo el Real España fue Emilio Escoto quien a los 18 años defendió los colores de la selección de fútbol de Honduras.
- Su primer "copa" conquistada fue en 1933 donada por el alcalde municipal Alfonso Santamaría Lara.
- Hace algunos años el Real España era considerado el "amo y señor" de la Liga Nacional de Fútbol de Honduras pues había ganado cuatro títulos para su ciudad natal, San Pedro Sula.
- En el año de 1977, Su Majestad el Rey Juan Carlos I de España, honró al equipo al aceptar de por vida la Presidencia Honoraria de la institución, siendo la primera distinción de tal naturaleza que el monarca ibérico ha hecho a equipo alguno del continente americano. A partir de aquello, se añadió sobre el escudo del equipo la Corona real.

## Jugadores

### Plantilla 2025
- Los equipos hondureños están limitados a tener en la plantilla un máximo de cinco jugadores extranjeros.

### Altas Apertura 2025
| Altas           |               |                          |               |
| Jugador         | Posición      | Procedencia              | Tipo          |
| Wesly Decas     | Defensa       | Hapoel Ra'anana A. F. C. | Traspaso      |
| Danilo Palacios | Defensa       | Olancho F. C.            | Traspaso      |
| Michael Hill    | Defensa       | Oro Verde F. C.          | Traspaso      |
| Nixon Cruz      | Mediocampista | C. D. Honduras Progreso  | Traspaso      |
| Ilce Barahona   | Mediocampista | C. D. Real Juventud      | Fin de cesión |
| Daniel Carter   | Delantero     | El Paso Locomotive F. C. | Fin de cesión |
| Gustavo Souza   | Delantero     | P. S. I. S. Semarang     | Traspaso      |

### Bajas Apertura 2025
| Bajas            |               |                      |                       |
| Jugador          | Posición      | Destino              | Tipo                  |
| Gastón Martínez  | Defensa       | Bandera de ?         | Rescisión de contrato |
| Cristian Canales | Defensa       | C. D. Choloma        | Cesión                |
| Ilce Barahona    | Mediocampista | Platense F. C.       | Traspaso              |
| Germán Mejía     | Mediocampista | C. D. Lobos UPNFM    | Traspaso              |
| Braian Benítez   | Delantero     | D. Merlo             | Traspaso              |
| Matías Rotondi   | Delantero     | C. D. Cobán Imperial | Traspaso              |

### Récords de goleadores en Liga Nacional
Actualizado 27 de septiembre de 2023
- Carlos Pavón (81)
- Claudio Cardozo (69)
- Ramiro Rocca (63)
- Jimmy Bailey (52)
- Carlos "Chico" Handal (52)
- Luciano Emilio (45)
- Mario Roberto Martínez (45)
- Júnior Costly (41)
- Douglas Caetano (37)
- Pedrinho (37)

## Entrenadores
| - Manuel Larios (1965–1966) - Moisés Canales (1966) - Ernesto Cover (1967–1968) - Marcos Rojas Jiménez (1968–1969) - Eduardo Piña Monsálves (1969) - Roberto Scalessie (1969–1970) - Jorge Chajtur (1970) - Carlos Viera (1970–1971) - José de la Paz Herrera (1971–1975) - Carlos Padilla (1975–1979) - Néstor Matamala (1980–1982) - Marvin Rodríguez (1982–1984) - Enrique Grey Fúnez (1985–1986) - Ángel Ramón Rodríguez (1986–1987) - Pedro Delgado Zárate (1987–1988) - Flavio Ortega (1988) - Mario Ramón Sandoval (1989) - Flavio Ortega (1990) - Oscar Benítez (1991–1992) - Néstor Matamala (1992–1993) - Ernesto Luzardo (1993) - Luís Paulo Paz Camargo (1994) | - Héctor Hugo Eugui (1995–1997) - Alberto Romero (1997) - Flavio Ortega (1997–1998) - Gilberto Yearwood (1998–1999) - Hernán García (1999) - Daniel Alonzo (2000) - Ariel Longo (2000–2001) - Rubén Guifarro (2001) - Leonel Machado (2002) - Edwin Pavón (2002) - Juan de Dios Castillo (2003–2005) - Alberto Ordaz (2005) - Ricardo "Tato" Ortiz (2005–2006) - Carlos Orlando Caballero (2006) - José Treviño (2007) - Magdaleno Cano (2007) - Daniel Uberti (2007) - Mario Zanabria (2008) - Ramón Maradiaga (2008–2009) - Mario Zanabria (2010–2012) - José de la Paz Herrera (2012) - Nahúm Espinoza (2012) | - José Treviño (2013) - Hernán Medford (2013–2014) - Javier Delgado Prado (2014–2015) - Hernán Medford (2015) - Mario Zanabria (2015) - Miguel Falero (2016) - Mauro Reyes (2016–2017) - Ramón Maradiaga (2017) - Martín García (2017–2018) - Carlos Restrepo (2019) - Hernán Medford (2019) - Luis Ordóñez (2019) - Ramiro Martínez (2019–2020) - Emilson Soto (2020) - Raúl Gutiérrez (2021–2022) - Emilson Soto (2022) - Héctor Vargas (2022) - Julio Rodríguez (2023) - Miguel Falero (2023–2024) - Jeaustin Campos (2024–) |

### Entrenadores campeones
| Título | Año  | Entrenador                     |
| ------ | ---- | ------------------------------ |
| 1      | 1974 | José de la Paz "Chelato" Uclés |
| 2      | 1975 | Carlos "Zorro" Padilla         |
| 3      | 1976 | Carlos "Zorro" Padilla         |
| 4      | 1980 | Néstor Matamala                |
| 5      | 1988 | Flavio Ortega                  |
| 6      | 1990 | Flavio Ortega                  |
| 7      | 1993 | Ernesto Omar Luzardo           |
| 8      | 2003 | Juan de Dios "Cuate" Castillo  |
| 9      | 2007 | José "Pepe" Treviño            |
| 10     | 2010 | Mario Zanabria                 |
| 11     | 2013 | Hérnan Medford                 |
| 12     | 2017 | Martín "Tato" García           |

## Palmarés

### Torneos nacionales
- Campeones de la Liga Nacional de Fútbol de Honduras (12): 1974-75, 1975-76, 1976-77, 1980-81, 1988-89, 1990-91, 1993, Apertura 2003-04, Clausura 2006-07, Apertura 2010-11, Apertura 2013-2014, Apertura 2017-2018.
- Subcampeones de la Liga Nacional de Fútbol de Honduras (14): 1977-78, 1978-79, 1986-87, 1989-90, 1991-92, 1995-96, Apertura 1997-98, 1998-99, Apertura 2008-09, Clausura 2008-09, Apertura 2011-2012, Apertura 2021-2022, Clausura 2021-2022, Clausura 2024-2025
- Copa de Honduras(2): 1972, 1992

### Real España Reservas
- Campeón de Liga Nacional de Honduras Reservas (2): 2011–12 A, 2012–13 A.

### Títulos internacionales
- Campeón Copa Fraternidad 1982
- Campeón Copa Fraternidad 1981
- Campeón Torneo Centroamericano de la CONCACAF 1991.

### Títulos amistosos internacionales
- Campeón Copa Premier Centroamericana 2019-20